# Lycée Frédéric-Guillaume de Berlin

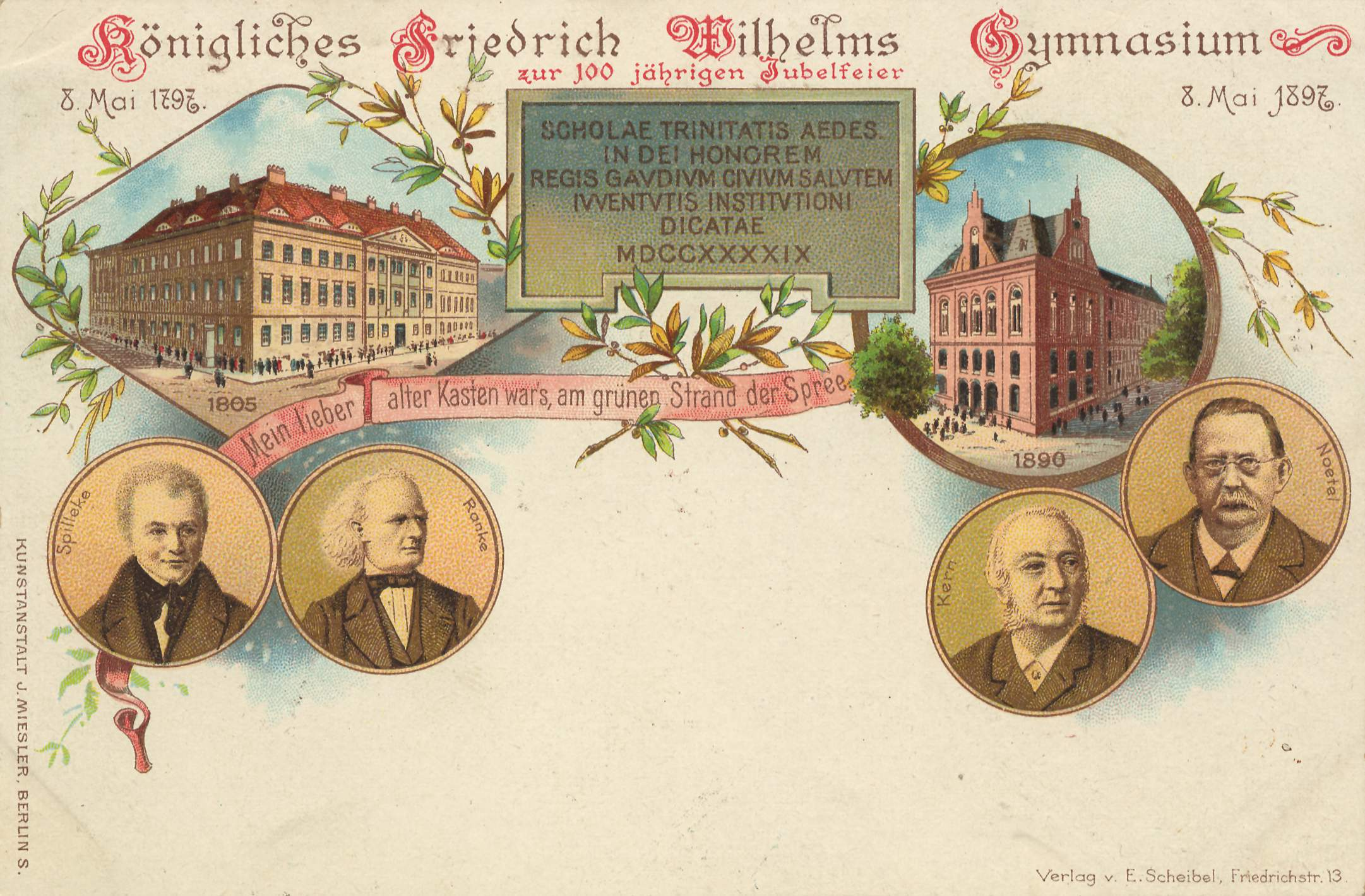
Carte postale pour le centenaire du lycée Frédéric-Guillaume de Berlin

Le lycée Frédéric-Guillaume de Berlin est un lycée royal qui existe de 1797 jusqu'à la fin de la Seconde Guerre mondiale. L'établissement d'enseignement doit son existence à la première Realschule de Berlin, fondée en 1747 par le piétiste Johann Julius Hecker (de) (à partir de 1783 "École royale"). Après 30 ans, l'école comptait plus de 1400 élèves, dont certains étudient au Pädagogium, une classe qui, avec les langues anciennes, mène aux études universitaires. L'énorme augmentation du nombre d'élèves et le large éventail de cours proposés conduise à l'agrandissement et à la transformation du Pädagogium en lycée.

## Histoire
L'école reçoit son nom en l'honneur du roi Frédéric-Guillaume III qui, à l'occasion de son cinquantième anniversaire, veut moderniser l'école secondaire qui a connu un grand succès. Frédéric-Guillaume III fait don d'un bâtiment séparé pour la section du lycée, dont l'achèvement en 1805 ouvre la voie à la séparation organisationnelle du lycée en 1811. Mais il reste au lycée et à l'école des filles (depuis 1827 école Élisabeth) sous un recteur commun, tout d'abord le neveu du fondateur Andreas Jakob Hecker (de). Ce n'est qu'à partir de 1820 que le recteur August Spilleke entreprend un renouvellement en profondeur du programme et accepte plus d'étudiants - de 508 (1820) à 1458 (1841). Depuis 1882, il s'appelle lycée empereur-Guillaume. Le lycée devient l'un des principaux lycées humanistes de Prusse.
Les bâtiments scolaires se trouvent sur la Kochstrasse (de) dans la Friedrichstadt de Berlin. Le lycée est situé au coin de la Kochstrasse et du 41, Friedrichstrasse jusqu'en 1890 (démoli en 1890) puis dans un nouveau bâtiment du 13 Kochstrasse construit selon les plans de l'agent de construction Friedrich Schulze,. Le lycée et l'école Élisabeth sont situés aux 65 et 66 Kochstrasse (nord). Tous les bâtiments sont détruits pendant la Seconde Guerre mondiale.
Après la Première Guerre mondiale, l'école est fermée et les bâtiments abandonnés. Mais les parents et le conseil des parents obtiennent le maintien de l'école, et même un tout nouveau bâtiment scolaire est prévu. Celui-ci est achevé en 1929; il est construit selon les plans de l'agent de construction Heinrich Beckmann dans la Zwillingestrasse pour environ 1,5 million de marks. Cette somme comprend également de nouveaux aménagements intérieurs modernes, tels que des salles d'expérimentation pour la chimie, la physique, la biologie ou des salons lumineux et conviviaux. Il faut mentionner l'auditorium, qui reçoit même un orgue, et la salle de gym.

## Enseignants connus
| - Johann Heinrich Christian Barby (de) - August Ferdinand Bernhardi, recteur 1819/20 - Fritz Böhm (de) - Wilhelm Bötticher (de) - Eduard Bonnell (de) - Hermann Bonitz - Julius Deuschle (de) - Karl Moritz Fleischer (de) - Theodor Heinsius - Friedrich Ludwig Jahn - Friedrich Wilhelm Jungius (de) - Leo Königsberger - Johann Christian Friedrich Kühnau (de) - Bernhard Kuhse (de) - Konrad Levezow - Gottlieb Leuchtenberger (de) | - Hans Lucas (de) - Julius Plücker - Karl Ferdinand Ranke, recteur 1842-1876 - Woldemar Ribbeck (de), professeur adjoint 1853-1858 - Gustav Rüthning (de) - Ludwig Scheeffer (de) - Arthur Moritz Schoenflies - Christian Gottlieb Friedrich Stöwe (de), professeur de 1780 à 1784 - Emil Taubert (de) - Friedrich Wagner (de) - Ludwig Adolf Wiese - Ernst Ferdinand Yxem (de) - August Wilhelm Zumpt |

## Étudiants connus
| - Bruno Bauer, philosophe - Adolf von Baeyer, chimiste, lauréat du prix Nobel - Hans von Beseler, général et commandant en chef en Pologne occupée - Otto von Bismarck, chancelier du Reich - Max von Boehn, général et commandant en chef du groupe d'armées Boehn - Georg Bohlmann (de), mathématicien - Richard Bohn (de), archéologue classique et chercheur en bâtiment - Adolf Brecher (de), éducateur et historien - Bruno Dammer (de), géologue - Alexander Duncker, libraire - Georg Erbkam, architecte - Ernst von Grolman, général - Nicolaus Prinz Handjery (de), homme politique - Philipp Heimann (de), avocat administratif, juge impérial - Kurt Hensel, mathématicien - Otto Hellwig (de), homme politique - Paul Heyse, écrivain - Jakob van Hoddis, poète - Carl Gustav Homeyer, historien du droit - Johannes Horkel, philologue et proviseur - Georg Humbert (de), sous-secrétaire d'État - James Israel (de), urologue et chirurgien | - Gustav Janke (de), éditeur - Max Kienitz (de), forestier, scientifique forestier et écologiste - Wolfgang Kapp, auteur du putsch de Kapp - Karl August Koberstein, historien de la littérature - Johannes Lepsius, orientaliste - Arnold Mendelssohn (de), médecin - Carl Nerenz (de), Consul général - Salomon Neumann, spécialiste en médecine sociale et homme politique local - Friedrich August Berthold Nitzsch (de), théologien - Gerhard Oestreich, historien - Herman von Petersdorff, historien, archiviste et auteur - Richard Plüddemann (de), architecte - Ernst Posner (de), historien et archiviste - Wilhelm von Radziwill, général d'infanterie - Karl von Reitzenstein (de), historien - Karl Julius Riedel (de), major-général royal prussien - Paul Tillich, théologien - Rudolf Schlechter, botaniste - Paul Le Seur (de), théologien - Otto Soltmann (de), médecin - Ludwig Adolf Wiese, chef du département du lycée au ministère prussien de l'Éducation |